# Zespół chorobowy
Zespół chorobowy (łac. syndroma; słowo pochodzenia greckiego (σύνδρομο); syn „wspólnie”, dromos „droga, przebieg”; ang. syndrome, symptom complex) – grupa objawów klinicznych, laboratoryjnych i zaburzeń fizjologicznych,  połączonych wspólną historią anatomiczną, biochemiczną lub patologiczną, które są charakterystyczne dla danej jednostki chorobowej lub odziedziczonej nieprawidłowości, np. zespół cieśni kanału nadgarstka, zespół jelita drażliwego, zespół wstrząsu toksycznego, alkoholowy zespół płodowy, zespół znikającego płodu, zespół Waardenburga.